# Errinopsis fenestrata
Errinopsis fenestrata är en nässeldjursart som beskrevs av Stephen D. Cairns 1983. Errinopsis fenestrata ingår i släktet Errinopsis och familjen Stylasteridae.
Artens utbredningsområde är Södra Ishavet. Inga underarter finns listade i Catalogue of Life.